# 新曜社
新曜社（しんようしゃ）は、東京都千代田区に本拠を置く日本の出版社。

## 概要
社会学・心理学・哲学を中心に、その他のジャンルの書籍も幅広く出版。小熊英二の一連の著作を出し続け、『民主と愛国』のヒットにより、人文系で注目されるようになった。宮崎哲弥は、学術書における御三家（岩波書店・みすず書房など）に次ぐ御三卿（勁草書房など）の一つにあげている。
2018年、第61回群像新人文学賞を受賞し第159回芥川龍之介賞候補となった北条裕子の『美しい顔』に対し、同社の出版した『3.11 慟哭の記録―71人が体感した大津波・原発・巨大地震』と類似する表現が10数カ所もあったとして「想像力だけでリアリティーに迫れるのか、被災当事者はどう受け止めるのか、など開かれた議論が求められる」と抗議した。この件では新潮社も同様に抗議している。

## 沿革
- 1969年、堀江洪により設立。
設立当時は年に1 - 2冊しか出版できない小さな会社であった。
- 2007年6月19日、堀江洪が死去。塩浦暲が社長となる。
- 2024年11月1日、堀江利香が社長となる。

## 主な出版物
- 村上陽一郎『西欧近代科学』（71年）『近代科学と聖俗革命』（76年）
- ファイヤアーベント『方法への挑戦』（81年）
- アリス・ミラー『魂の殺人』（83年）
- ポール・リクール『時間と物語』全3巻（87年 - 90年）
- 下條信輔『まなざしの誕生』（88年）
- やまだようこ『ことばの前のことば』（92年）
- ジャレド・ダイアモンド『人間はどこまでチンパンジーか』（93年）
- 小熊英二『単一民族神話の起源』『＜日本人＞の境界』『〈民主〉と〈愛国〉』『１９６８』
- 金菱清『3.11 慟哭の記録―71人が体感した大津波・原発・巨大地震』（2012年）

## 住所
- 東京都千代田区神田神保町三丁目9番地　幸保ビル